# Imants Bleidelis
Imants Bleidelis est un footballeur international letton né le 16 août 1975 à Riga. Il évoluait au poste de milieu et a joué plus de cent matchs avec l'équipe de Lettonie de football.

## Carrière

### Carrière en club
Imants Bleidelis commence sa carrière au Skonto Riga en 1992. En 1994 il joue pour l'Inter Skonto et entre 1994 et 1999 il joue 128 matches et 24 buts pour le Skonto Riga. Puis Imants Bleidelis tente sa chance en Angleterre où il rejoint le Southampton FC en Premier League pour 650 000 livres, et retrouve l'autre joueur letton Marians Pahars. Il a joué seulement deux matches et trois saisons puis rejoint le Danemark dans le club de Viborg FF en janvier 2003 où il a marqué 6 buts pour 55 matches.
Arrivant en fin de contrat, Imants Bleidelis veut partir de Viborg FF. Deux clubs lettons sont intéressés, le Skonto Riga et le Venta Kuldiga, mais il part pour l'Autriche rejoindre le club du Grazer AK où il a signé un contrat de deux ans.
En 2006, il rejoint la Lettonie avec le FK Jurmala. En 2007, il part pour le Metalurgs Liepaja.

### Carrière en sélection
Imants Bleidelis a dépassé le cap des cent sélections pour la Lettonie (dix buts inscrits). Il débute en sélection nationale le 19 mai 1995 contre l'Estonie en Coupe des pays baltes. Il participe à l'Euro 2004 et il atteint sa 100e sélection le 2 juin 2007 face à l'Espagne pour les éliminatoires de l'Euro 2008.

## Palmarès
- Champion de Lettonie en 1992, 1993, 1994, 1995, 1996, 1997, 1998 et 1999 avec le Skonto Riga
- Vainqueur de la Coupe de Lettonie en 1992, 1995, 1997 et 1998 avec le Skonto Riga